# Phourkaria

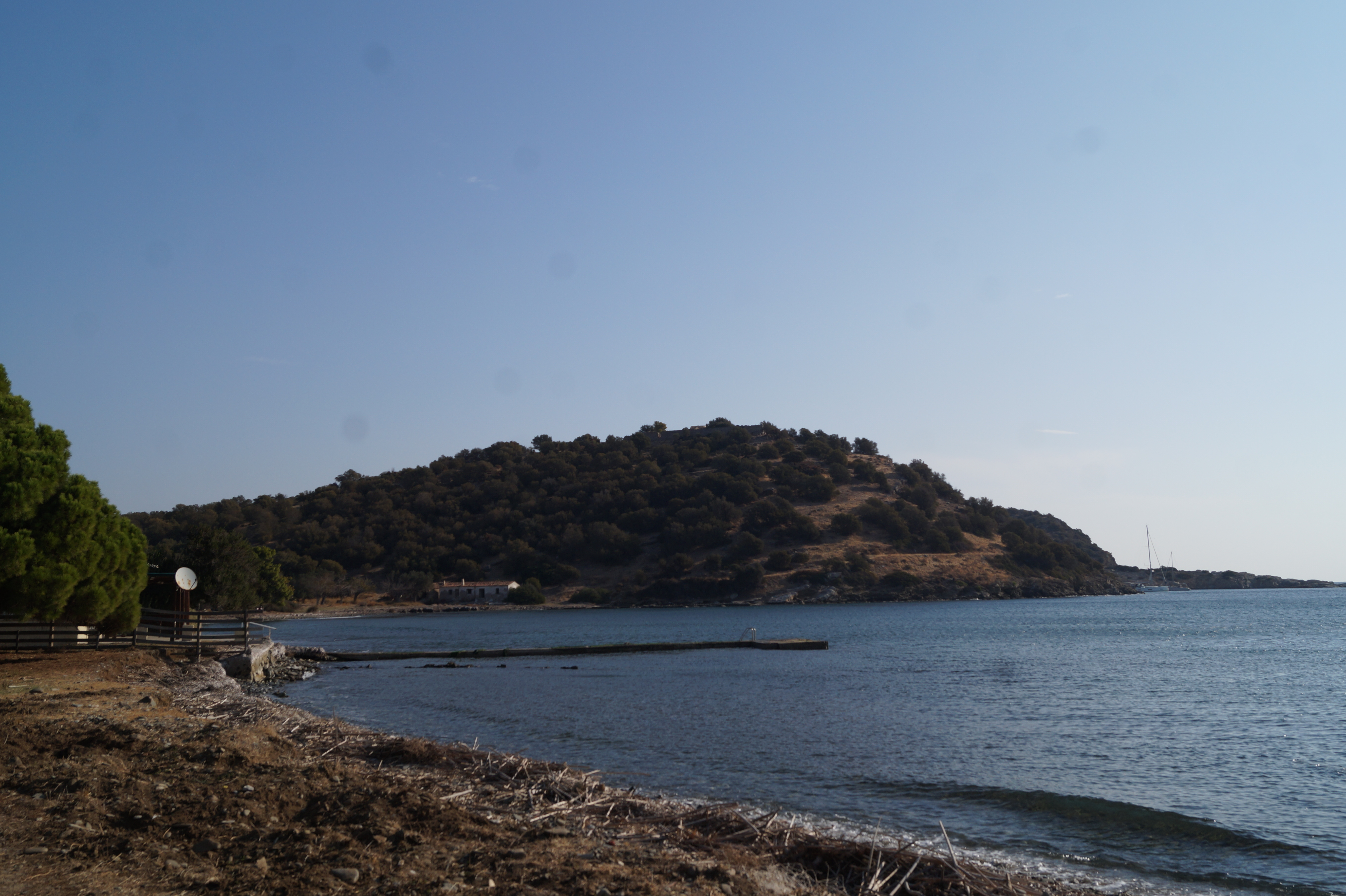
Blick vom Strand von Phoukaria nach Osten auf den Hügel Agios Athanasios

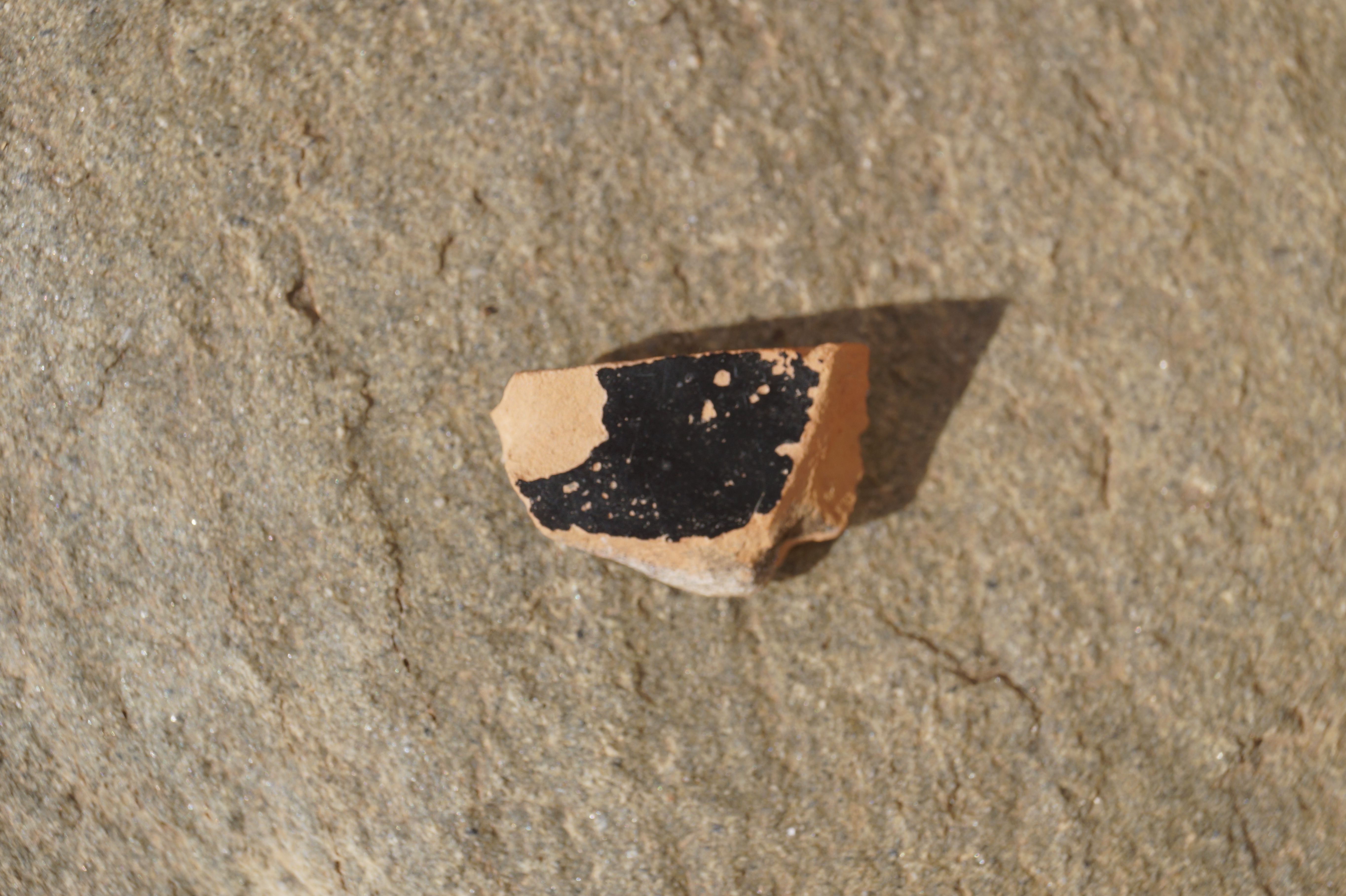
Klassische, schwarz-glasierte Keramikscherbe aus Phourkaria (5. oder 4. Jahrhundert v. Chr.)

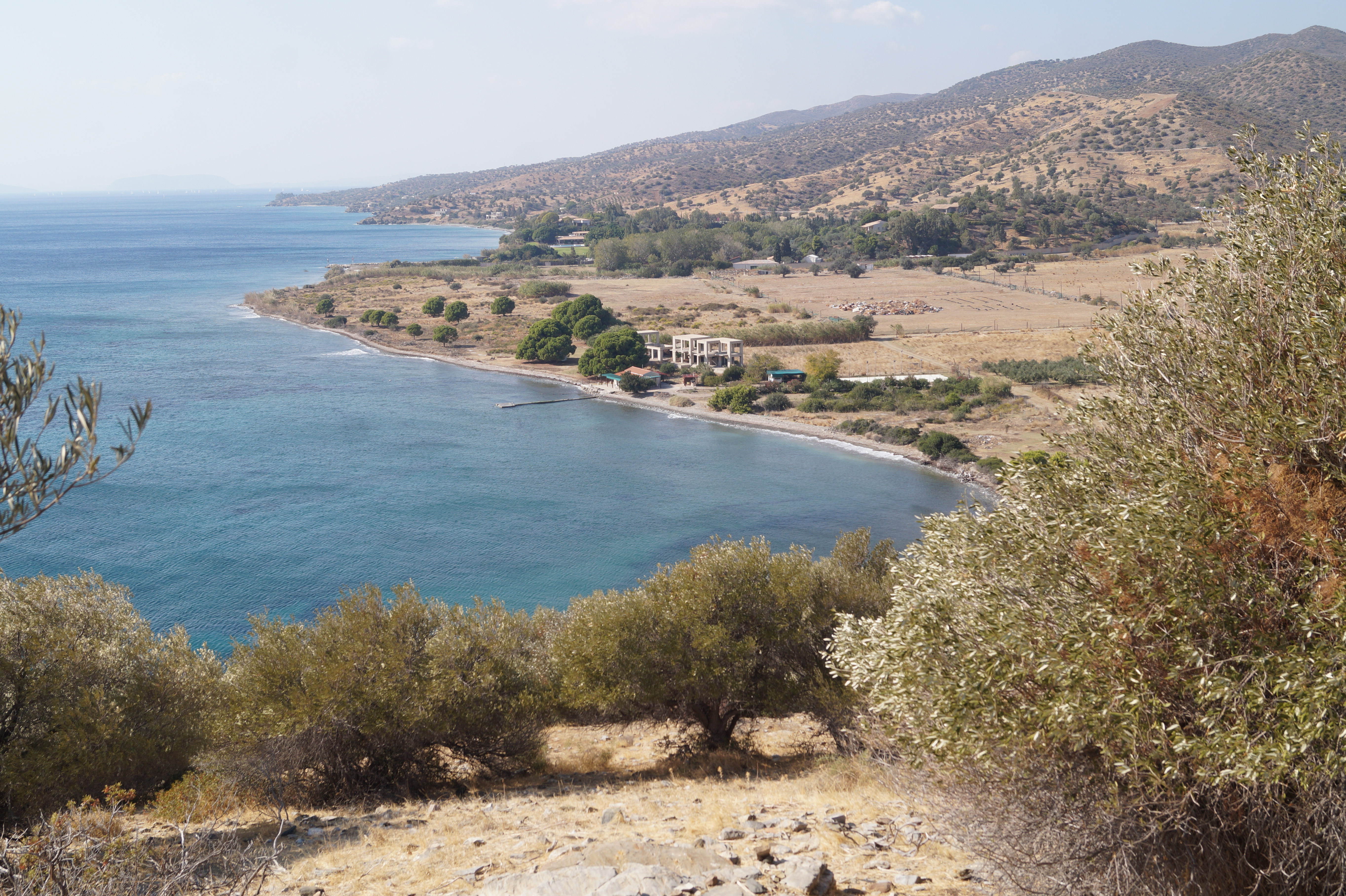
Strand von Phourkaria. Im Wasser bei dem Steg wurde die römische Villa entdeckt.

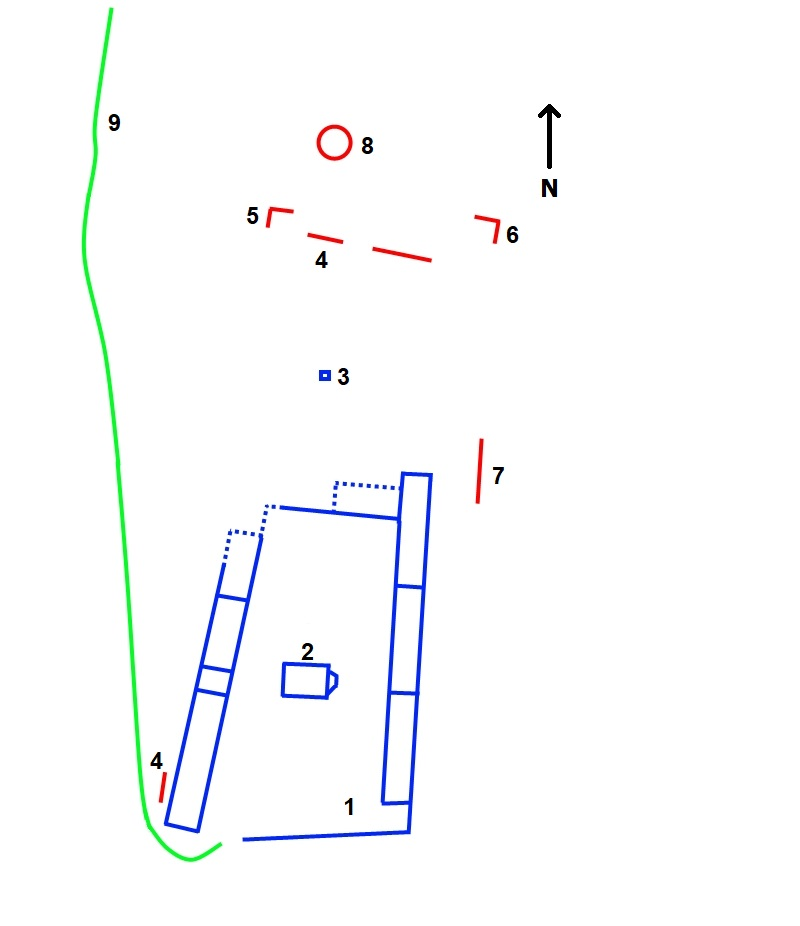
Plan des Klosters Agios Athanasios

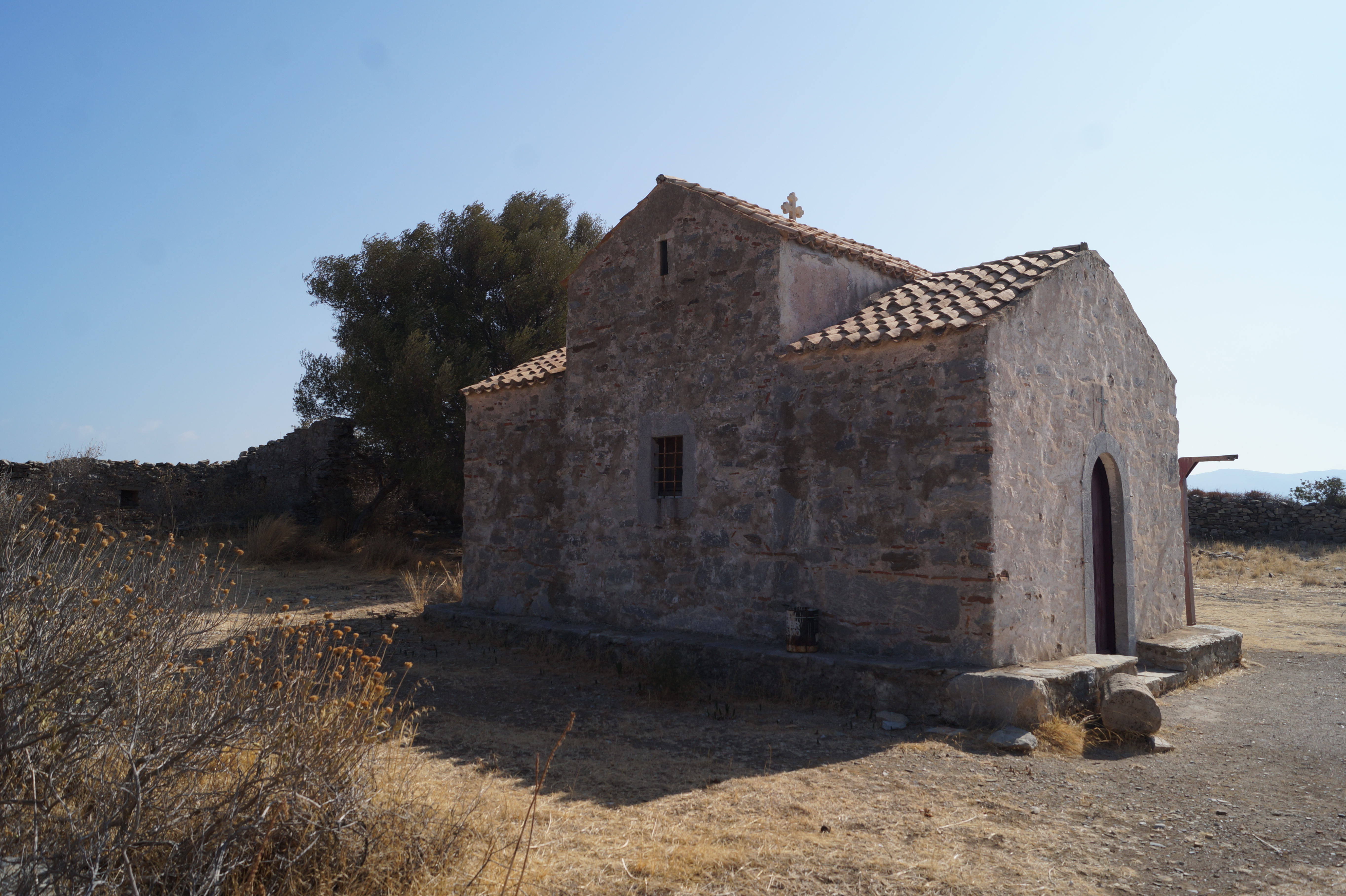
Katholikon des Klosters Agios Athanasios

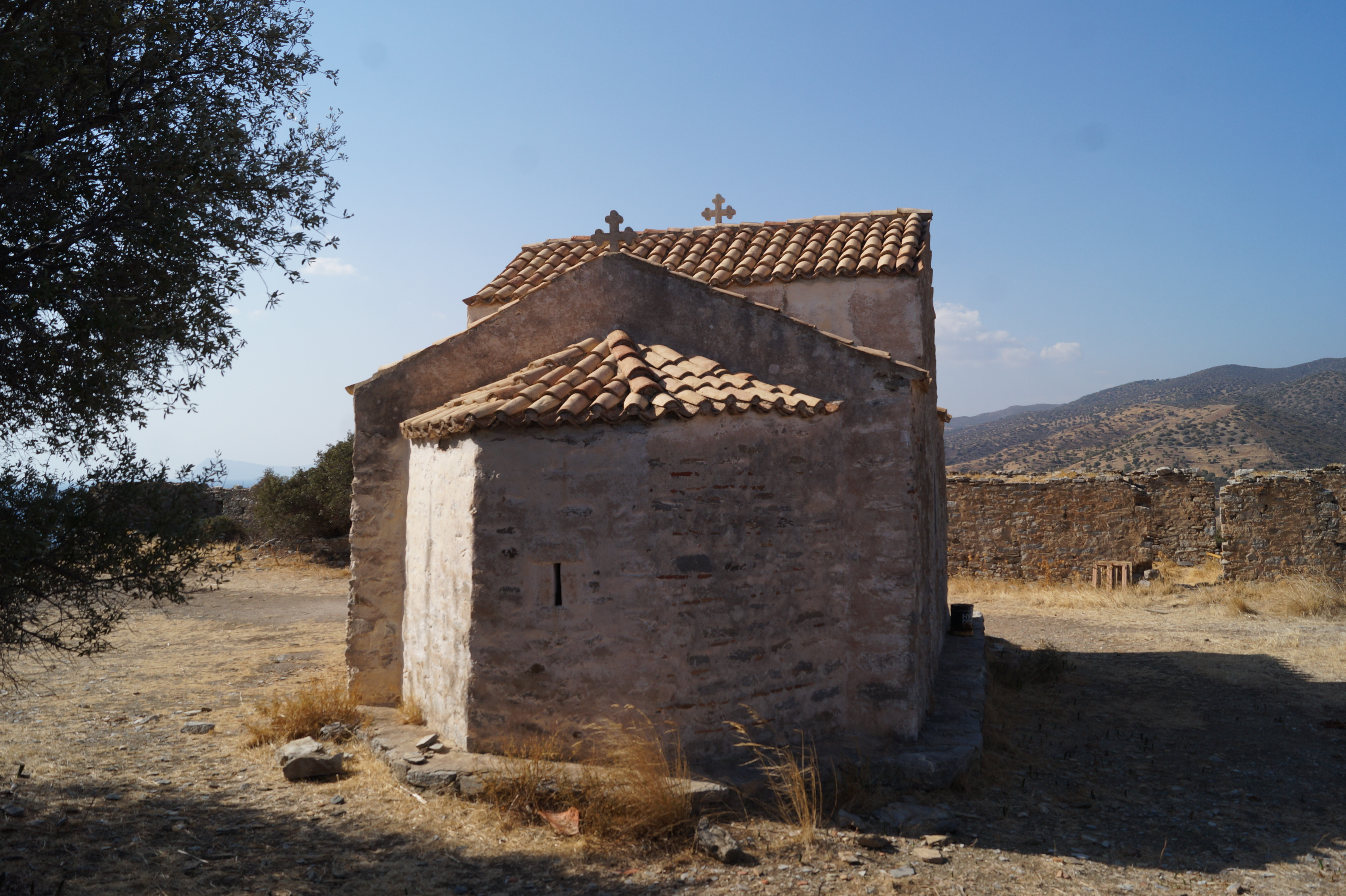
Apsis des Katholikons

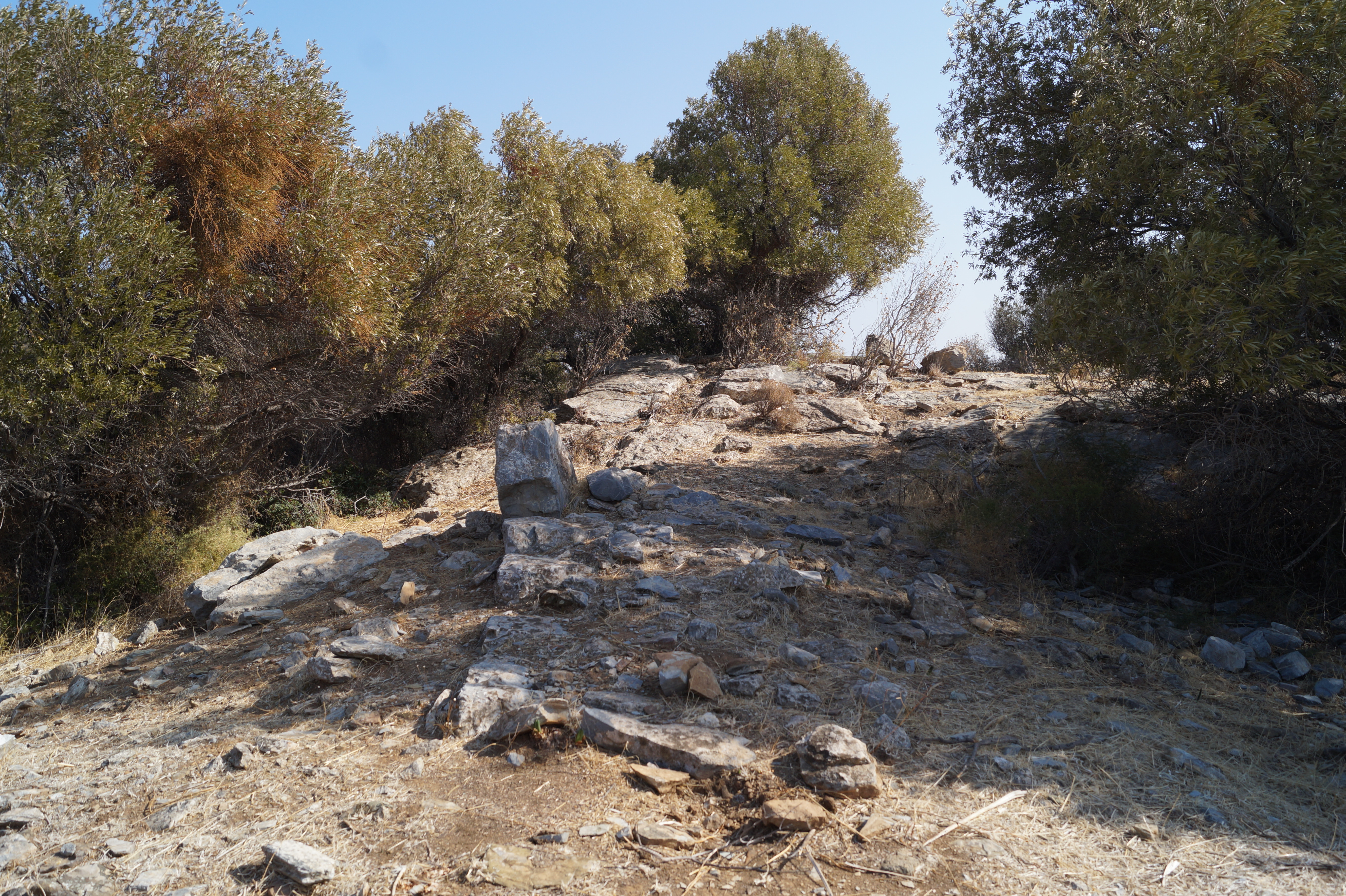
Grundmauern im Norden des inneren, klassischen Befestigungsrings

Phourkaria (griechisch Φουρκαριά = Galgenberg) war eine griechische Siedlung in der südlichen Argolis. Sie lag in der fruchtbaren Ebene zwischen einem Hügel im Westen, auf dem sich eine Ferienanlage befindet, und einem Hügel im Osten, auf dem sich die Ruinen des Klosters Agios Athanasios befinden.

## Name
Der moderne Name Phourkaria soll auf einen gegabelten Baumast zurückgehen, der in den Boden eingelassen wurde und als Garrotte oder Galgen verwendet wurde. Hieraus kann man schließen, dass sich auf einem der beiden Hügel, die die Ebene nach Westen und Osten begrenzen, einst eine Richtstätte befand. Der Name der antiken Siedlung ist nicht bekannt. Die antike Inschrift IG IV 757 Seite B, die in Troizen aufgefunden wurde und in das Jahr 146 v. Chr. datiert wird, nennt in Zeile 24 das Ethnonym Skyllaieis. Auch Stephanos von Byzanz führt diese Bezeichnung in seinen Ethnika auf und bringt es in Verbindung mit dem Kap Skyli. Frank J. Frost schlug vor, die antiken Siedlungsreste bei Phourkaria mit dem antiken Skylleion zu identifizieren, da diese sehr umfangreich waren, es über eine Akropolis verfügte und nur etwa 3 km vom Kap entfernt lag. Letzte Sicherheit könnte jedoch nur das Auffinden einer entsprechenden Inschrift bringen.

## Geschichte
Keramik aus dem Mittel- und Späthelladikum, sowie Obsidianscherben und Webgewichte belegen, dass schon in der Bronzezeit der Hügel von Agios Athanasios besiedelt war. Danach scheint er unbewohnt gewesen zu sein und erst in klassischer Zeit wurde eine Befestigung auf dem Hügel errichtet. Möglicherweise blieb die Befestigung bis in hellenistische Zeit besetzt, wurde aber bald aufgegeben. In spätrömischer oder frühbyzantinischer Zeit wurde etwa 300 m westlich des Hügels eine Villa maritima errichtet. Diese wurde etwa Mitte des 6. Jahrhunderts aufgegeben.
Im 13. oder 14. Jahrhundert, während der ersten Venezianischen Herrschaft, errichtete die Republik Venedig auf dem Agios Athanasios-Hügel eine kleine Burg. Auch auf der kleinen Insel Sipia wurde eine kleine Befestigung errichtet. Sie dienten dem Schutz der Küste vor Invasoren und Piraten. Im 17. oder 18. Jahrhundert wurde auf dem Hügel schließlich das Kloster Agios Athanasios erbaut. Nach der Griechischen Revolution wurde Phourkaria am 12. August 1845 der Gemeinde Ermioni in der Präfektur Argolis und Korinth zugeordnet. Die Siedlung wurde jedoch am 25. Juli 1879 aufgehoben, da sie nicht mehr oder nur noch kaum besiedelt war. Wahrscheinlich wurde etwa zu dieser Zeit auch das Kloster aufgegeben. Als Aristidis Sampanis 1920 das Grundstück kaufte, war das Kloster bereits verlassen. In diesem Jahr am 18. Dezember wurde Phourkaria wieder als Siedlung in der Gemeinde Ermioni erwähnt. Es hatte 198 Einwohner, 112 Männer und 86 Frauen. Seit 21. Mai 1956 gehört die Gegend zur Gemeinde Poros im attischen Regionalbezirk Inseln.

## Beschreibung
Phourkaria liegt am östlichen Rand der Bucht von Markos auf der südöstlichen Halbinsel der Argolis. Es besteht aus einer etwa 600 m breiten und von der Küste bis zu den Bergen etwa 800 m umfassenden Ebene. Am West- und Nordrand der Ebene führt die Eparchia Odos von Ermioni nach Galatas vorüber. An der Küste westlich der Ebene gibt es einen kleinen etwa 32 m hohen Hügel. Auf diesem und südwestlich davon gibt es mehrere kleine Ferienanlagen. Südlich davon liegt ein kleiner, privater Hafen. Ein kleiner Bach umfließt von den Bergen kommend den Hügel östlich und mündet etwa 80 m östlich des Hafens ins Meer.
Etwa 450 m östlich der Mündung bei einem Haus mit Steg und mehreren modernen Bauruinen fand man 1974 zu beiden Seiten des Stegs im Wasser die Ruinen einer römischen Villa. 1977 untersuchte und vermaß der Unterwasserarchäologe Frank J. Frost die Stätte. Hierbei entdeckte er neben Gebäuden auch zahlreiche Tongefäße.
Am westlichen Ende der Bucht liegen auf dem 51 m hohen Hügel die Ruinen des Klosters Agios Athanasios. Es hat einen trapezförmigen Grundriss. Es ist etwa 50 m lang und seine Breite nimmt von etwa 40 m im Süden auf etwa 30 m im Norden ab. Der Eingang befand sich an der Südseite. Entlang der West, Nord- und Ostmauer stehen die Ruinen von einstöckigen Gebäuden. Das Katholikon im Innenhof des Klosters ist mit der Apsis nach Osten ausgerichtet und der Eingang befindet sich an der Westseite. Es handelt sich um eine einschiffige Dachtranseptkirche mit dreiseitiger Apsis. Der rechteckige Naos ist mit einem Tonnengewölbe überdacht, das durch eine Quertonne, die höher liegt, unterbrochen ist. Die Quertonne ist ebenfalls mit einem Tonnengewölbe überdacht. Innerhalb des Klosters findet man Tonscherben aus klassischer Zeit. Vor der Kirchen liegt noch ein Bruchstück einer antiken Säule aus Trachyt. Zum Teil ist ihre Kannelierung noch erhalten. Man vermutet, dass die Säule zu einem kleinen Heiligtum, das hier einst stand, gehörte. Zum Bau des Klosters wurde zum Teil antikes Baumaterial verwendet.
Etwa 20 m nördlich des Klosters steht ein Kandylaki (griechisch Καντηλάκι), ein Kapellenbildstock, der der Jungfrau Maria geweiht ist, aus dem Jahre 1982. Weitere 20 m nördlich sind die Grundmauern der antiken polygonalen Nordmauer des inneren Befestigungsrings erhalten. Auch der Nordwestturm und ein Mauerabschnitt an der südwestlichen Seite des Klosters wurden in polygonalem Stil errichtet. Die Grundmauern des Nordostturms wurden in trapezoidalem Stil errichtet. Nordöstlich des Klosters fand man in den anstehenden Fels eingetiefte Fundamente für die innere Befestigungsmauer. Etwa 15 m nördlich der inneren Nordmauer fand man einen Rundturm der äußeren Befestigungsmauer. August Frickenhaus, der die Stätte 1909 besuchte, und Walther Wrede, der 1926 den Hügel untersuchte, berichteten von einer deutlich sichtbaren äußeren Umfassungsmauer, die heute nicht mehr sichtbar ist. Die Befestigung hatte mindestens eine Größe von 100 × 40 m. An der Südostseite des Hügels gibt es beim Strand von Pergari einen geschützten Hafen.
Etwa 350 m nördlich des Klosters, auf einem Hügel nordöstlich der Ebene von Phourkaria, wurde im 20. Jahrhundert eine weitere Dachtranseptkirche, die Johannes dem Täufer geweiht ist, errichtet (Koordinaten).

## Navigation
An beiden Buhnen des kleinen Hafens im Westen gibt es jeweils einen Leuchtturm. Sie tragen die Internationalen Ordnungsnummer E 4134.5 und E 4134.6. Es handelt sich um 6 m hohe Metallsäule. Sie haben eine Tragweite 3 sm und blinken mit einer Wiederkehr von 3 s mit einer Taktung von 0,3 s Lichtblitz und 2,7 s Dunkelphase.